# MT Пегаса
MT Пегаса (англ. MT Pegasi, HD 217813) — одиночная жёлтая звезда в северном созвездии Пегаса. Видимая звёздная величина составляет 6.616, звезда является слабой и формально недоступной для наблюдения невооружённым глазом. На основе измерения параллактического смещения, равного 41,12 мсд, была получена оценка расстояния 79,31 световых лет от Солнца. Звезда принадлежит движущейся группе Большой Медведицы, группе звёзд, образовавшихся в одном рассеянном скоплении и сохранивших общее движение в пространстве.
MT Пегаса является звездой главной последовательности спектрального класса G, в классификации звёзд относится к классу G1 V. Харлан и Тейлор (1970) отнесли эту звезду к классу G5 V, но данное отнесение плохо согласуется с показателем цвета. HD 217813 является переменной звездой, что было обнаружено в 1995 году, после чего звезда получила обозначение MT Пегаса (MT Peg). Звезда демонстрирует изменение блеска с периодом в несколько дней, что является следствием наличия пятен на поверхности звезды и соотносится с периодом её вращения. MT Пегаса является переменной звездой типа BY Дракона.
MT Пегаса считается молодой звездой типа Солнца, что означает, что данный объект может напоминать Солнце на ранней стадии эволюции, когда оно было более активным, в возрасте менее 1,5 млрд лет. Оценка возраста основана на уровне хромосферной активности. Марсден и др. (2014) приводят оценку возраста 1,2 млрд лет, но доверительный интервал оценки превосходит по величине саму оценку. Оценки возраста звёзд группы Большой Медведицы составляют около 300 млн лет.
MT Пегаса превосходит Солнце по массе в 1,07 раза и обладает радиусом 1,01 радиуса Солнца. Проекция скорости вращения составляет 3,2 км/с, вследствие чего период обращения составляет 5.8 суток. Химический состав звёздной атмосферы похож на химический состав атмосферы Солнца. MT Пегаса обладает светимостью 1,07 светимости Солнца, эффективная температура фотосферы составляет 5885 K.